# 3 000 mètres féminin aux Jeux olympiques d'été de 1992
Navigation
Séoul 1988
L'épreuve du 3 000 mètres féminin aux Jeux olympiques de 1992 s'est déroulée du 31 juillet au 2 août 1992 au Stade olympique de Montjuic de Barcelone, en Espagne.  Elle est remportée par la Russe Yelena Romanova qui concourt pour l'équipe unifiée de l’ex-URSS.
Le 3 000 m féminin se dispute pour la troisième et dernière fois dans le cadre des Jeux olympiques, l'épreuve du 5 000 m lui succède lors des Jeux suivants, en 1996.

## Résultats

### Finale
| Rang               | Athlète            | Pays                        | Temps         |
| ------------------ | ------------------ | --------------------------- | ------------- |
| Médaille d'or      | Yelena Romanova    | Équipe unifiée de l’ex-URSS | 8 min 46 s 04 |
| Médaille d'argent  | Tatyana Dorovski   | Équipe unifiée de l’ex-URSS | 8 min 46 s 85 |
| Médaille de bronze | Angela Chalmers    | Canada                      | 8 min 47 s 22 |
| 4                  | Sonia O'Sullivan   | Irlande                     | 8 min 47 s 41 |
| 5                  | PattiSue Plumer    | États-Unis                  | 8 min 48 s 29 |
| 6                  | Yelena Kopytova    | Équipe unifiée de l’ex-URSS | 8 min 49 s 55 |
| 7                  | Shelly Steely      | États-Unis                  | 8 min 52 s 67 |
| 8                  | Yvonne Murray      | Grande-Bretagne             | 8 min 55 s 85 |
| 9                  | Alison Wyeth       | Grande-Bretagne             | 9 min 00 s 23 |
| 10                 | Roberta Brunet     | Italie                      | 9 min 01 s 26 |
| 11                 | Margareta Keszeg   | Roumanie                    | 9 min 03 s 16 |
|                    | Marie-Pierre Duros | France                      | DNF           |

## Légende
Records et Performances
- AR : Record continental (area record)
- CR : Record des championnats (championship record)
- MR : Record du meeting (meet record)
- NR : Record national (national record)
- OR : Record olympique (olympic record)
- PR : Record paralympique (paralympic record)
- PB : Record personnel (personal best)
- SB : Meilleure performance personnelle de la saison (season's best)
- WL : Meilleure performance mondiale de l'année (world leader)
- WJR : Record du monde junior (world junior record)
- WR : Record du monde (world record)

Circonstances et Conditions
- DNF : N'a pas terminé (did not finish)
- DNS : N'a pas pris le départ (did not start)
- DQ : Disqualification (disqualification)
- NM : Aucun essai valable enregistré (No Mark)
- Q : Qualifié « directement » au prochain tour (ou à la prochaine compétition), lors d'une compétition majeure, grâce au classement ou à la réalisation des minima (automatic qualifier)
- q : Qualifié au prochain tour (ou à la prochaine compétition), lors d'une compétition majeure, grâce au repêchage ou à la réalisation de l'une des meilleures performances parmi celles des « non qualifiés directement » (grâce au meilleur temps ou à la meilleure distance par exemple) (secondary qualifier)